# NGC 1762
NGC 1762 ist eine Spiralgalaxie vom Hubble-Typ Sc im Sternbild Orion am Nordsternhimmel. Sie ist schätzungsweise 209 Millionen Lichtjahre von der Milchstraße entfernt und hat einen Durchmesser von etwa 105.000 Lj.
Das Objekt wurde am 8. Oktober 1785 von Wilhelm Herschel entdeckt.